# Адријан Хил
Адријан Хил (енгл. Adrienne Hill; Плајмаут, 22. јул 1937 — Лондон, 6. октобар 1997) била је британска глумица. Хилова је најпознатији по улози Катарине у научно-фантастичној серији Доктор Ху.